# 東京エイティーズ
『東京エイティーズ』（とうきょうエイティーズ）は、『ビッグコミックスピリッツ』（小学館）で連載された、安童夕馬原作、大石知征画の漫画。単行本は全11巻（小学館ビッグコミックス）。また、それを原作とした番外編のWebドラマとして『横浜エイティーズ』がある。

## ストーリー
主人公・真壁純平は業界最大手広告代理店、電報堂の社員。仕事に打ち込みつつも、どこか空虚な気持ちを抱き続けていたある日、純平は大学時代の親友である村木力也の事故死の報を受ける。そしてその連絡をよこしたのは、大学時代の恋人・森下愛だった。その電話の中で、愛は逢って話したいことがあると言い、今夜逢わないかと提案する。その言葉を受けて、純平は20年前の大学時代を振り返り始める。
1982年。純平は静岡の高校から早稲田大学商学部に進学した。その入学試験の日、純平は隣の席で受験していた森下愛がカンニングをしようとしたのを偶然発見する。愛は、カンニングの口止め料として純平をホテルに誘い、2人はその日、男女の関係になった。入学後、純平は語学クラスで、入学式で話した前田裕司と再会し、その予備校時代からの知り合い・村木力也とも知り合う。裕司はクラスに怪獣のようなブスしかいないと愚痴を零すが、その時、飛び切りの美人が教室に入ってくる。それは、入試の時とは別人のように美しくなった愛だった…。純平、愛、裕司、力也、そして愛の友人・美村聖子の5人は、一見平凡に見える大学生活の中で多くのものを得、悩み、青春を謳歌していく。
規制が厳しくなり、そして大学生のライフスタイルが多様化し、サークル離れが起きる前の、そしてライバル慶應義塾大学に比較しても圧倒的な人気を誇っていた1980年代、まさに「古きよき早稲田」で大学生活を過ごした5人の男女の恋や苦悩を、およそ20年後の2002-04年の連載当時の姿を交えながら描く。

## 登場人物
※（演：）は『横浜エイティーズ』のキャスト
真壁純平（演：上口耕平）
静岡の高校から1年の浪人生活を経て早稲田大学に進学。卒業後は広告代理店に勤務、後に業界最大手の電報堂に転職。
テニスでインターハイを狙える選手だったが、試合前日にトラブルがあり県予選敗退。
森下愛（演：上良早紀）
長野の高校から早稲田大学に進学。実家とは絶縁状態のため、水商売をして学費を稼ぐ。
入試の時のカンニングをずっと気にしており、卒業を目前に退学、姿を消す。
前田裕司（演：速水もこみち）
2浪の後、早稲田大学に進学。実家は裕福だが、かつては暴走族のリーダーをしていた。卒業後は留美と結婚、三友物産に勤務。　
仙道留美（演：木南晴夏）
裕司の婚約者、フェリス女子大学卒業後、銀行に勤める。
村木力也（演：押見泰憲（犬の心））
純平たちとは大学の同期で、サーファー。聖子と付き合うことになるが、後にスレ違うように。
美村聖子（演：堀朱里）
純平たちの大学の同期、卒業後は公認会計士に。力也と付き合うが、後に破局。
加奈衣雪
純平の高校時代の彼女。東京で看護学校に通う。
- 神崎忍（演：井村空美）
- 工藤健哉（演：坂本爽）
- 坂本槇雄（演：川村陽介）
- 長井壮介（演：高頭祐樹）

## WEBドラマ版
『横浜エイティーズ』（よこはまエイティーズ）は、2004年10月から2005年3月にかけて「EZチャンネル」（月額315円）にて配信された携帯オリジナルの連続ドラマ。『東京エイティーズ』の番外編で、安童夕馬が新たにシナリオを書き下ろした内容となっている。『東京エイティーズ』の主人公は真壁純平であったが、『横浜エイティーズ』は前田裕司が主人公に据えられた。1編あたり2分30秒ほどの長さの全51話の連続ドラマとなっていて毎週月曜日と木曜日に新しいストーリーが配信された。更新されると前のストーリーの閲覧はできなくなるが、別のサービスのパソコン向けの「SKY PerfectBB（スカパー! BB）」にてバックナンバーの配信も行われていた。

### スタッフ
- 原作・脚本・監修：安童夕馬
- ゼネラル・プロデューサー：山崎宇充
- 企画・チーフプロデューサー：高瀬一弘
- プロデューサー：森谷雄、西前俊典、前島真里奈
- 監督：長江俊和
- 製作・著作：スカイパーフェクト・コミュニケーションズ
- 制作：アットムービー・ジャパン
- 制作協力：デジタル・フロンティア